# Đại học Giáo hoàng John Paul II ở Krakow
Đại học Giáo hoàng John Paul II tại Krakow (tiếng Ba Lan: Uniwersytet Papieski Jana Pawła II w Krakowie, viết tắt là UPJPII) là một trường đại học có trụ sở tại Krakow, Ba Lan. Trường được thành lập và hoạt động dưới sự tài trợ của một trường đại học công lập.

## Lịch sử
Trường đại học được thành lập vào năm 1981 với tên gọi Học viện Thần học Giáo hoàng tại Krakow và tiếp nối truyền thống của Khoa Thần học của Đại học Jagiellonia khi nó đóng cửa vào năm 1954. Ban đầu, nó chỉ có các khoa Triết học, Lịch sử và Thần học Giáo hội. Hiệu trưởng đầu tiên của trường đại học là Fr. Mary Jaworski.
Năm 2008, khoa Khoa học Xã hội được thành lập với đội ngũ nghiên cứu chủ yếu gồm các cựu thành viên của khoa Thần học. Cùng năm, khoa Lịch sử Giáo hội đã được chuyển đổi thành khoa Lịch sử và Di sản Văn hóa. Sau đó, trường thành lập thêm Viện Lịch sử, Lịch sử Nghệ thuật và Văn hóa và Học viện Âm nhạc Giáo hội liên Đại học. Năm 2009, khoa Khoa học Xã hội thành lập Viện Khoa học Gia đình và Viện Báo chí và Truyền thông Xã hội.
Năm 2009, Học viện Thần học Giáo hoàng được đổi tên thành Đại học Giáo hoàng John Paul II tại Krakow. Năm 2014, khoa Giáo Luật được thành lập.

## Các khoa
Các khoa bao gồm:
- Khoa Triết học
- Khoa Lịch sử và Di sản Văn hóa
- Khoa Khoa học xã hội
- Khoa luật của Canon
- Khoa Thần học
- Khoa Thần học chi nhánh tại Tarnów

## Các đơn vị liên khoa
- Trung tâm ngoại ngữ liên khoa
- Nghiên cứu sư phạm liên khoa
- Nghiên cứu liên khoa của Giáo dục thể chất
- Học viện liên khoa sinh học
- Trung tâm nghiên cứu về tư tưởng của John Paul II
- Trung tâm Giáo dục Sau đại học

## Các đơn vị liên trường đại học
- Trung tâm nghiên cứu liên ngành của Copernicus - được thành lập vào ngày 1 tháng 10 năm 2008 theo sáng kiến của giáo sư Michał Heller là một đơn vị chung của Đại học Jagiellonia và Đại học Giáo hoàng John Paul II tại Krakow. Trung tâm tiến hành nghiên cứu trong lĩnh vực vũ trụ học, khoa học thần kinh, khoa học tiến hóa, thần học, lịch sử khoa học và mối quan hệ giữa khoa học và tôn giáo.[6]
- Học viện âm nhạc liên trường - được thành lập năm 2008 với sự hợp tác của Học viện âm nhạc tại Krakow.[7]
- Trung tâm nghiên cứu quốc tế về hiện tượng đoàn kết - được thành lập vào ngày 19 tháng 6 năm 2019.